# Аромашево
Арома́шево — село в Тюменской области, административный центр Аромашевского района и Аромашевского сельского поселения.

## География
Расположено к юго-востоку от Тюмени на реке Вагай, являющейся притоком Иртыша. В черте села Аромашево в Вагай впадает небольшой левый приток — река Малая Киршиха. Южнее Аромашево Вагай принимает также левый приток Салодовку и правый — Смородиновку.
В долине реки проходят основные транспортные артерии и сосредоточено большинство окрестных населённых пунктов. С юга на север через село проходит автодорога, связывающая трассу Р402 «Тюмень — Ишим — Омск» с селом
Вагай в устье одноимённой реки.
Аромашево находится на западном берегу Вагая, на восточном, напротив села — деревни Таловая и Чигарёва. Ниже по течению — село Слободчики (левый берег) и деревня Валгина (правый берег). Выше по течению — деревни Юрминка (левый берег), Большескаредная и Смородиновка, в устье речки Смородиновки (правый берег). Юго-западнее Аромашево, на берегу Малой Киршихи — посёлок Октябрьский.
Русло Вагая — извилистое, лес по обоим берегам — не сплошной. Чем дальше на восток и на запад от реки, тем более плотными становятся лесные массивы. На востоке от Аромашево, в лесах — деревня Николаевка, на западе, также в лесах — деревня Балаганы. Севернее и северо-западнее села, среди лесов, расположен крупный болотистый район — болота Дикое, Чистое и множество небольших озёр (Ернякуль, Верхний Кашкуль и др.).
Расстояния до некоторых населённых пунктов: до областного центра города Тюмень — 175 км (по прямой), 255 км (по трассе); до города Ишим — 130 км (по трассе); до посёлка Голышманово, где расположена железнодорожная станция Голышманово на Транссибе (линия Тюмень — Омск, 211 км от станции Тюмень) — 53 км (по трассе).

## История

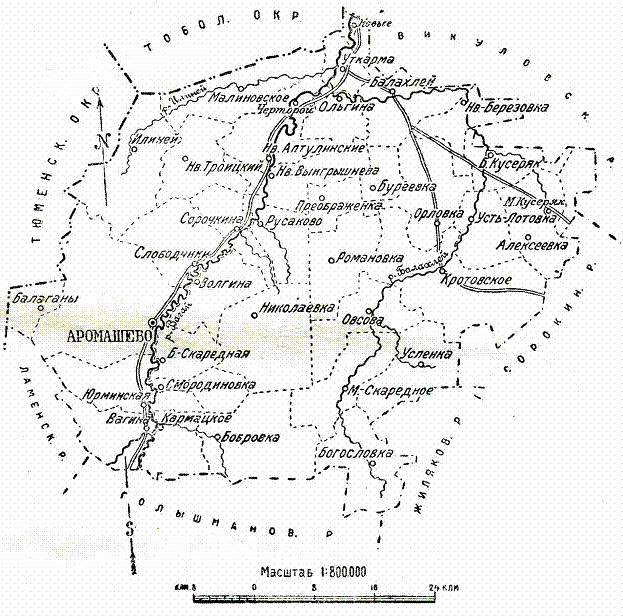
Аромашевский район Ишимского округа Уральской области в 1928 году

Одно из первых упоминаний о «деревне Арамашевской», по всей видимости, относится к 1720 году, когда была проведена пополнительная перепись к подворной переписи Тобольского уезда 1710 года. И если в 1710 году среди деревень Лайменской слободы указанной деревни ещё нет, то через 10 лет в деревне Арамашевской Усламинской (Усть-Ламинской) слободы уже числится две семьи государственных крестьян.
Есть мнение, что основание Аромашево, по сходству названия, может быть связано с выходцами из Арамашевской слободы, возникшей в XVII веке на берегах реки Реж в Зауралье (нынешняя Свердловская область). Чередование «о» и «а» в имени поселения наблюдается вплоть до начала XX века. В то же время, в названии населённого пункта могут усматриваться тюркские элементы — башкирско-татарское «эрэмэ» или «урема», осложнённое древнетюркским суффиксом «ш», что означает место у реки, поросшее густым кустарником; в этой связи делается вывод о том, что к основанию села могут быть причастны сибирские татары.
Деревня входила в состав Ишимского дистрикта Тобольского уезда Тобольской провинции Сибирской губернии. По некоторым данным, к середине XVIII века стала называться «селом». В 1763 году уже существовала Аромашевская волость, насчитывавшая 6 населённых пунктов и просуществовавшая до начала XX века. К 1795 году в волости уже было 18 поселений. С 1782 года — в Ишимском уезде сначала Тобольской области Тобольского наместничества, затем Тобольской губернии.
Православный приход в селе был образован, по некоторым данным, ещё в 1735 году. В 1833 или 1836 году в Аромашево была возведена деревянная Покровская церковь, которую в 1886—1889 годах заменила каменная. В 1897 году 100 рублей на нужды храма пожертвовал Иоанн Кронштадтский. Впоследствии в 1933 году храм был закрыт и в 1935 году снесён.
К началу XX века Аромашево являлось значительным торговым селом на тракте Ишим — Тобольск. В селе проводились Покровская (с 24 сентября по 2 октября) и Михайловская (2—8 ноября) ярмарки. Действовали пенькозавод и льнозавод.
Район села Аромашево, как и многие окрестные территории, в 1921 году был охвачен повстанческим движением в рамках Западно-Сибирского восстания. По некоторым данным, в районе Аромашево в 1921 году крупные бои происходили в начале марта (в ходе наступления красноармейских отрядов со стороны железной дороги и Голышманово на Тобольск — один из центров восстания), в конце апреля и начале мая (бои против повстанческого отряда П. С. Шевченко с целью полной ликвидации сопротивления на севере Ишимского уезда) и в начале августа (ликвидация отряда Шевченко, перешедшего к партизанской тактике).
При советской власти в Аромашево возникли учреждения культуры (Дом соцкультбыта — 1931 год), начала выходить районная газета (1930), организованы контора связи (1932), автопредприятие (1945), ветлечебница (1947), комбинат коммунальных предприятий (1960), дорожное ремонтно-строительное управление (1971), передвижная механизированная колонна (1979), дорожно-строительный участок дорожной передвижной механизированной колонны (1988).
В годы Великой Отечественной войны в эвакуации в Аромашево находились дети из блокадного Ленинграда, аромашевцы собирали деньги на строительство эскадрильи «Юный ленинградец».

## Население
| 1959 | 1979  | 1989  | 2002  | 2010  | 2021  |
| ---- | ----- | ----- | ----- | ----- | ----- |
| 4243 | ↗5033 | ↗6050 | ↘5609 | ↘5373 | ↗5420 |

По данным переписи 2002 года, в селе проживало 2624 мужчины и 2985 женщин, 91 % населения составляли русские.
Согласно переписи 2010 года, национальный состав населения села был следующим:
- русские — 4920 чел. (91,6 %),
- татары — 116 чел. (2,2 %),
- немцы — 69 чел. (1,3 %),
- армяне — 58 чел. (1,1 %),
- другие — 160 чел. (3 %),
- не указали — 48 чел. (0,9 %).

Численность населения в XIX—XX веках
| 1869 | 1893 | 1912 | 1926 | 1939 |
| ---- | ---- | ---- | ---- | ---- |
| 643  | 1213 | 845  | 1237 | 3248 |

## Улицы
Улицы
| 1 Мая        |
| 60 лет СССР  |
| Береговая    |
| Бородина     |
| Вагайская    |
| Гагарина     |
| Декабристов  |
| Дзержинского |
| Заречная     |
| Зелёная      |
| Калинина     |
| Карла Маркса |
| Кирова       |

| Колхозная        |
| Коммунальная     |
| Комсомольская    |
| Космонавтов      |
| Ленина           |
| Лермонтова       |
| Луговая          |
| Макаренко        |
| Максима Горького |
| Мелиораторов     |
| Механизаторская  |
| Молодёжная       |
| Новая            |

| Октябрьская   |
| Промкомбината |
| Пушкина       |
| Ремесленная   |
| Северная      |
| Советская     |
| Сосновая      |
| Строителей    |
| Школьная      |
| Энергетиков   |
| Энтузиастов   |

Переулки
| 1 Мая       |
| Декабристов |

| Зелёный |
| Кирова  |

| Новый |

## Образование
- Аромашевская средняя общеобразовательная школа имени В. Д. Кармацкого. В 1867 году в селе была открыта министерская школа, в 1891 году — церковно-приходская, в 1910 году — двухклассное сельское училище[11]. После революции вновь школа была открыта в 1929 году (общеобразовательная, семилетняя). В 1960 году школа переведена на 11-летнее обучение. В 1979 году построено новое типовое здание школы. В 2005 году Аромашевской средней общеобразовательной школе присваивается имя Героя Советского Союза В. Д. Кармацкого (прижизненно)[29]. В том же году школа снова переехала в новое здание (открыто в присутствии губернатора Тюменской области С. С. Собянина)[30].
- Детский сад «Сказка».
- Дом детского творчества.
- Детско-юношеская спортивная школа[31].

## Здравоохранение
- Аромашевская районная больница — филиал № 2 областной больницы № 11 посёлка Голышманово (взрослая и детская поликлиники, станция скорой помощи, стоматология, женская консультация)[32].

## Социальное обслуживание
- Комплексный центр социального обслуживания населения[31].

## Культура и религия
- Дом культуры со зрительным залом на 320 мест[31].
- Церковь Покрова Пресвятой Богородицы Западного благочиния Ишимской и Аромашевской епархии Тобольской митрополии РПЦ, заложенная в 2008 году и освящённая в 2014 году[33].

## Спорт
- Стадион.
- Физкультурно-оздоровительный комплекс.
- Стрелковый тир.
- 2 хоккейных площадки.
- 3 спортивных зала.
- 10 спортивных и игровых площадок.
- Лыжная база[31].

## Экономика
- МУП «Сибирячка» — швейное производство.
- Хлебопекарня.
- Основа экономики села — сельское хозяйство (частные подворья и 3 крупных сельхозпредприятия)[31][34].

## Люди, связанные с селом
- Васильев, Сергей Викторович — политик, народный депутат СССР, уроженец села
- Кармацкий, Владимир Дмитриевич — Герой Советского Союза, уроженец деревни Таловой, учился в школе села Аромашево[30]
- Петялин, Сергей Васильевич — Герой Советского Союза (посмертно), уроженец деревни Чигарёвой, учился в школе села Аромашево[30]
- Горячева, Ксения Александровна — депутат Государственной думы VIII созыва.